# Peter Beresford
Peter Beresford (ur. 1 maja 1945) – brytyjski profesor, pisarz, pedagog, badacz polityki społecznej, a w szczególności zagadnień partycypacji osób i grup w społecznościach.
Głównym obszarem zainteresowań jest zaangażowanie obywatelskie w politykę i praktykę lokalną, upełnomocnienie, demokratyzacja oraz kwestie włączania osób i grup w działania podejmowane przez władze na ich rzecz. Oprócz tego interesują go takie obszary jak niepełnosprawność, zdrowie psychiczne, opieka paliatywna, praca socjalna i pomoc społeczna, w tym ich reformowanie, edukacja w zakresie pracy socjalnej i badania z udziałem społeczeństwa.
Był członkiem komisji rządowych, a obecnie (emerytura) jest powiernikiem Narodowej Akademii Umiejętności Opieki Społecznej i członkiem Ministerialnego Forum Ministerstwa Opieki Społecznej i Grupy Rekrutacji i Zatrudnienia Ministerstwa Zdrowia Wielkiej Brytanii. Jest też profesorem wizytującym na Uniwersytecie Edge Hill. Jest również przewodniczącym organizacji Shaping Our Lives (pol. Kształtując Nasze Życie) zajmującej się rozwojem zaangażowania użytkowników w system społeczny i poprawą jakości usług w zakresie opieki zdrowotnej i społecznej. Organizacja ta jest partnerem badawczym Brunel University London. Regularnie publikuje teksty w Guardianie.